# Maubara
Maubara (Maubere) ist ein osttimoresischer Ort im Verwaltungsamt Maubara, Gemeinde Liquiçá.

## Geographie

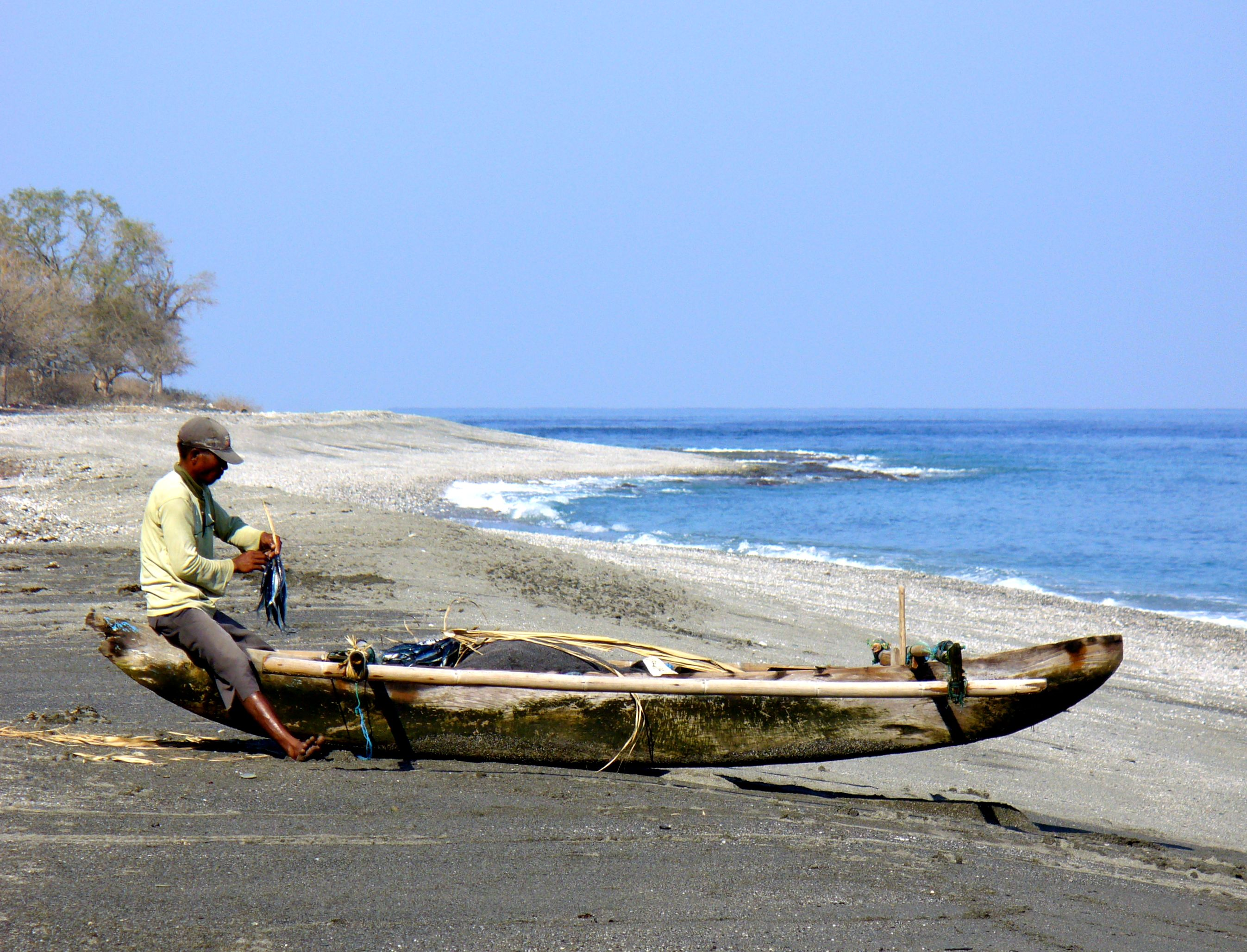
Fischer am Strand von Maubara

Der Ort liegt im Nordosten des Sucos Vaviquinia auf einer Meereshöhe von 16 m, etwa 48 km westlich von der Hauptstadt Dili, an der Küste der Sawusee. Östlich von Maubara mündet der Fluss Bahonu am Ponta Sia Ilo. Gegenüber liegt die indonesische Insel Alor. Bei Maubara findet man einige der wenigen Mangrovenwälder Timors. Drei Kilometer östlich liegt der salzige Maubarasee (Lago Maubara, Sia Maubara), der vielen Vögeln einen Lebensraum bietet.

## Geschichte

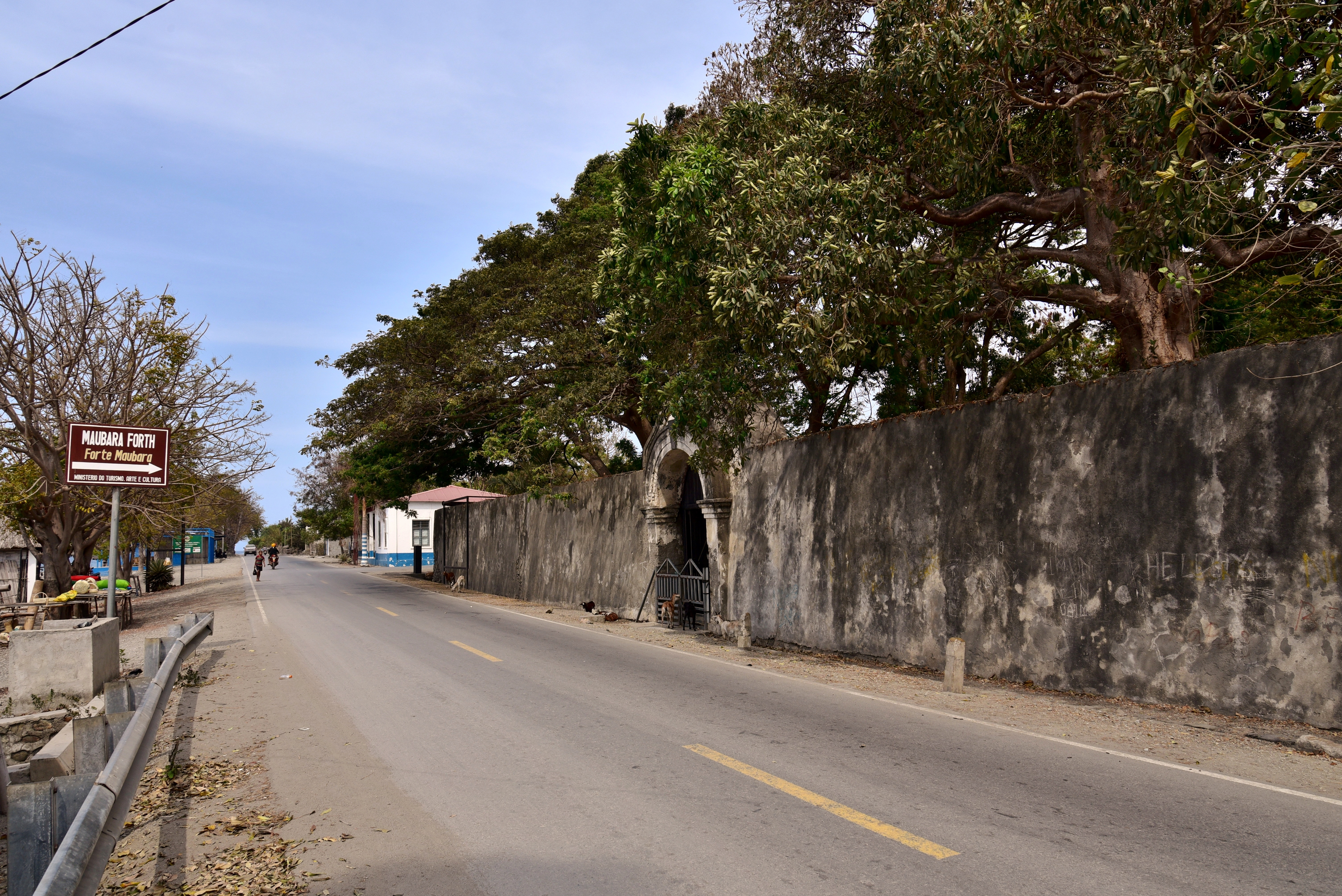
Fort Maubara

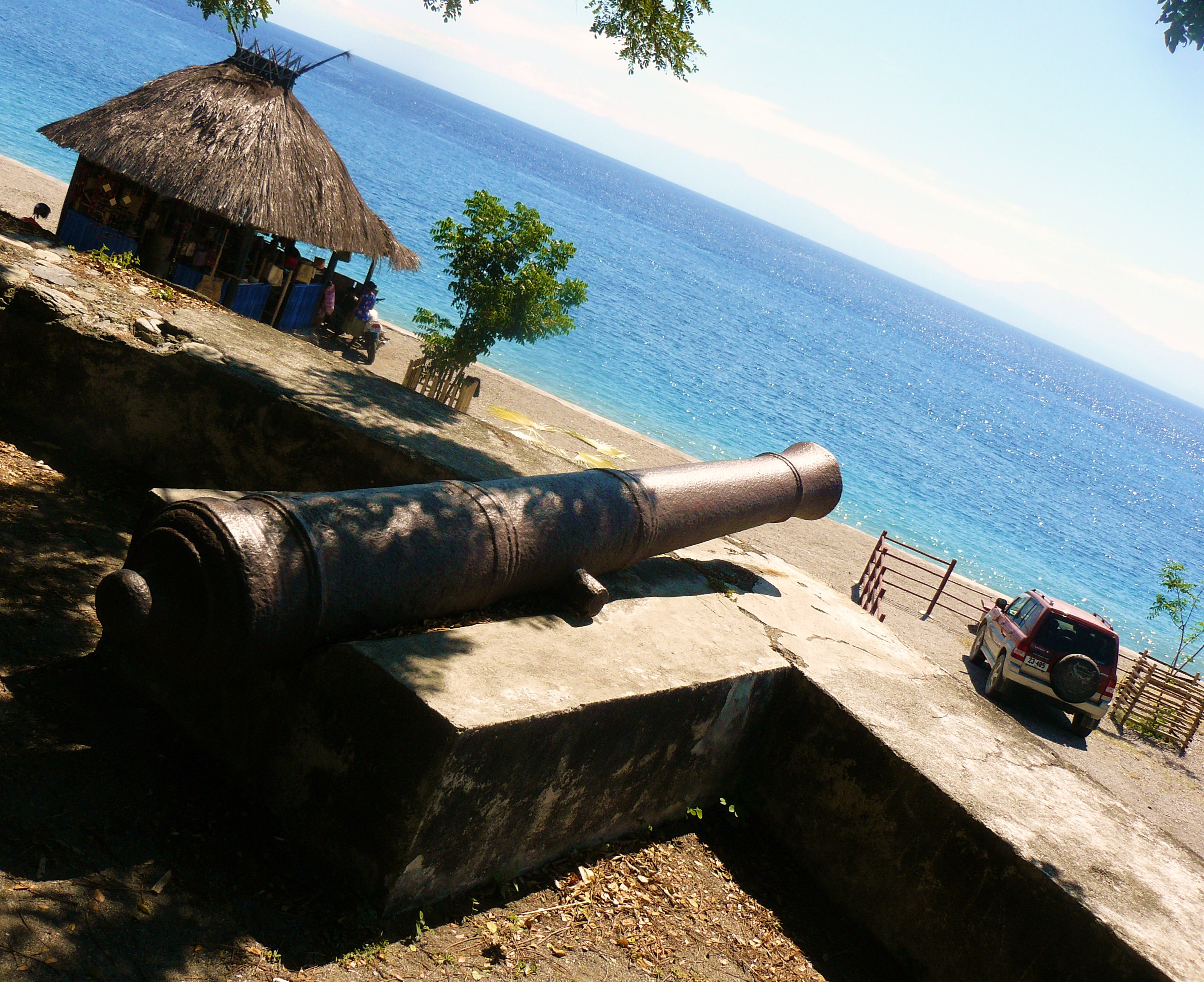
Kanone im Fort Maubara

Maubara war eines der traditionellen Reiche Timors, die von einem Liurai regiert wurden. Es erscheint auf einer Liste von Afonso de Castro, einem ehemaligen Gouverneur von Portugiesisch-Timor, der im Jahre 1868 47 Reiche aufführte. 1667 kam das Gebiet des heutigen Verwaltungsamts unter den Einfluss der Niederlande, die hier 1756 ein Fort bauten. Es liegt direkt am Ortseingang von Maubara, von wo man am Strand die gesamte Bucht überblicken kann. Noch heute gibt es alte Kanonen in der gut erhaltenen Festung. In dieser Zeit pflanzten die Niederländer in Maubara erstmals auf Timor Kaffee an. 1790 griff der Topasse-Herrscher Pedro da Hornay im Auftrag Portugals erfolglos Maubara an, womit er nur erreichte, dass Maubara sein Bündnis mit den Niederlanden erneuerte und die Flagge der Niederlande setzte. Von 1796 bis 1799 befanden sich Maubara und Groß-Sonba’i im Krieg mit den Portugiesen.
Im Vertrag von Lissabon vereinbarten die Niederländer 1859 im Rahmen eines größeren Gebietsaustauschs Maubara an die Portugiesen abzutreten. Die Übergabe erfolgte im April 1861. Es wird spekuliert, dass Dom Carlos, der Liurai von Maubara, das Reich von Ulmera 1861 zu einer Rebellion gegen die Portugiesen angestachelt hat. Er hatte sich trotz gutem Zuredens der Niederländer nicht mit den neuen Herren abgefunden. Die Rebellion von Ulmera wurde schließlich im September mit der Hilfe von den Portugiesen loyalen Liurais niedergeschlagen.
Im Frühjahr 1867 erhoben sich die unter der Oberhoheit von Maubara stehenden Kemak aus Leimea (heute Gemeinde Ermera). Gouverneur Francisco Teixeira da Silva schlug den Widerstand in einem ungleichen Kampf nieder. In der 48 Stunden dauernden entscheidenden Schlacht mussten sich die Rebellen gegen eine an Feuerkraft überlegene Übermacht wehren. 15 Dörfer wurden eingenommen und niedergebrannt. Die Anzahl der Opfer unter den Timoresen ist nicht bekannt, die Portugiesen bezifferten ihre eigenen Verluste mit zwei Toten und acht Verwundeten. Das Territorium Leimeas wurde auf die benachbarten Reiche aufgeteilt.
1869 beschrieb der Kapitän der portugiesischen Korvette Sa de Bandeira Maubara als eine Ansammlung einiger Hütten aus Stroh und Palmblättern, eine davon gehörte dem Kommandanten des dortigen Distrikts. Das Fort aus losen Steinen, nah am Meeresufer, war zu diesem Zeitpunkt nur noch mit einer einzelnen, rostigen Kanone bestückt. 1889 wurde in Maubara eine Zollstation errichtet.
1893 revoltierte Maubara schließlich selbst, zusammen mit Atabae, gegen die Ausweitung der militärischen und administrativen Kontrolle Portugals. Der Liurai griff zwei portugiesische Militärposten in Dato und Vatuboro an und versuchte die Niederländer wieder als Schutzmacht zu gewinnen. Infolge der Niederschlagung des Aufstands brach in Maubara die Cholera aus. Im November unterzeichnete der Liurai offiziell einen schriftlichen Vertrag mit Portugal über den Vasallenstatus Maubaras.

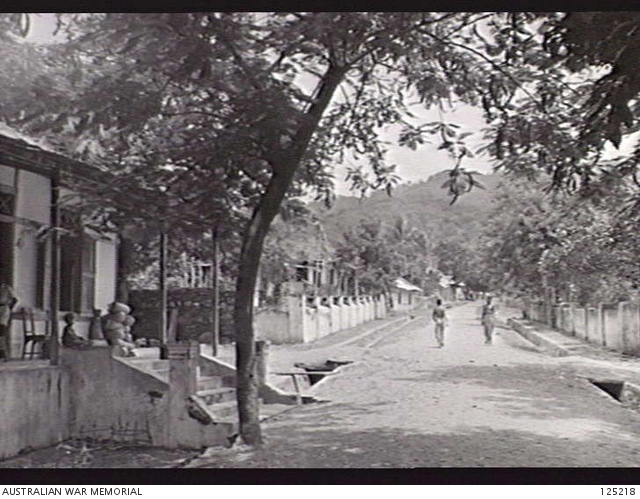
Eine Straße in Maubara (1946)

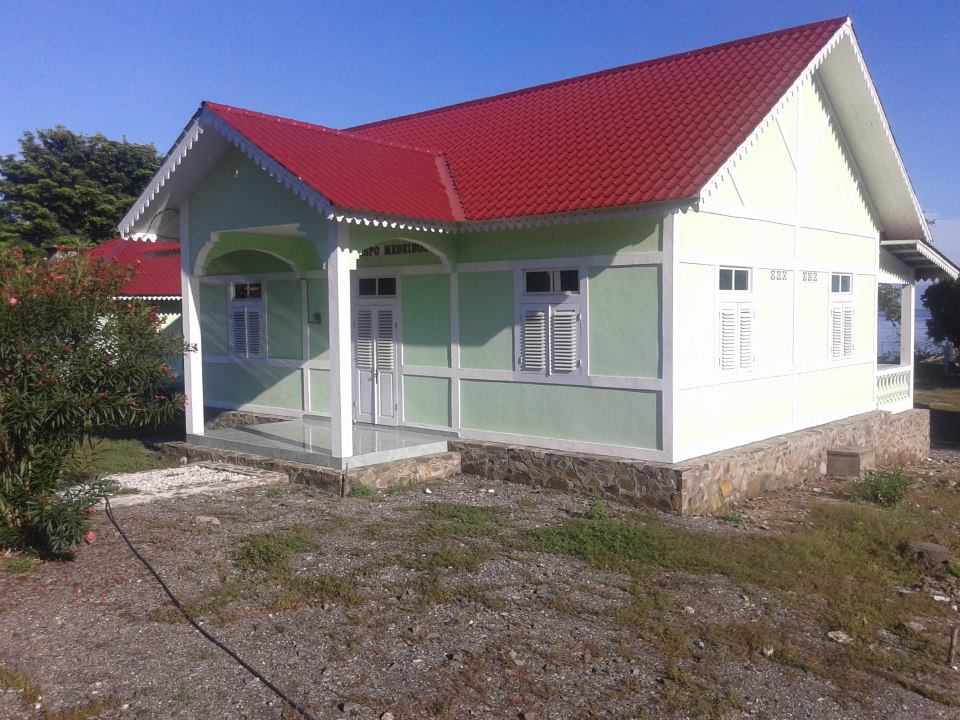
Escola Padre Medeiros

Während des Zweiten Weltkriegs wurde Portugiesisch-Timor von den Japanern besetzt. In Liquiçá und Maubara wurde ab Ende Oktober 1942 die gesamte verbliebene portugiesischstämmige Bevölkerung in Lagern interniert. Die Bedingungen in dem Camp waren schlecht, Nahrungsmittel knapp und die Hygienebedingungen aufgrund von Wassermangel unzureichend. Viele Portugiesen starben deswegen. Zwar gab es einen portugiesischen Arzt, dem später zwei japanische Ärzte zugeteilt wurden, aber es fehlte an Medikamenten. Im ersten Jahr bewachten japanische Soldaten das Lager, später japanische Kempeitai, zusammen mit timoresischen Wachen und Spionen.
Während des Bürgerkrieges zwischen UDT und FRETILIN 1975 floh die Bevölkerung Vaviquinias aus Angst vor Gewalt in das indonesische Westtimor.
Kurz darauf begann Indonesien Osttimor zu besetzen, das sich gerade für unabhängig erklärt hatte. Im Juni 1976 griffen indonesische Truppen Maubara an. Auch hier kam es zu Massakern an der Zivilbevölkerung. Unter anderem wurden 50 Männer der chinesischen Minderheit ermordet. Ende 1979 gab es in Maubara ein sogenanntes Transit Camp, in denen die Besatzer osttimoresische Zivilisten internierten. Zwischen 1970 und 1980 sank die Bevölkerung im damaligen Subdistrikt Maubara von 14.610 auf 11.450 um 21,6 %.
1999 versuchten pro-indonesische Milizen (Wanra) die Stimmung vor dem Unabhängigkeitsreferendum am 30. August mit Gewalt zu beeinflussen. Aus dem Dorf Maubara stammt eine der gefürchtetsten Wanra Osttimors, die Besi Merah Putih (BMP), die vor allem in diesem Subdistrikt zwangsrekrutierte und hier auch ihr Hauptquartier hatte. Bereits ab Januar 1999 war die BMP aktiv. Sie beging vor dem Referendum und nach der Bekanntgabe der Entscheidung für die Unabhängigkeit Hunderte von Verbrechen. Viele Menschen flohen aus Angst vor den Zwangsrekrutierungen. Am 19. Januar griff die BMP den Ort Maubara an, worauf viele Einwohner nach Leotala flohen.

## Stadtanlage und Bauwerke

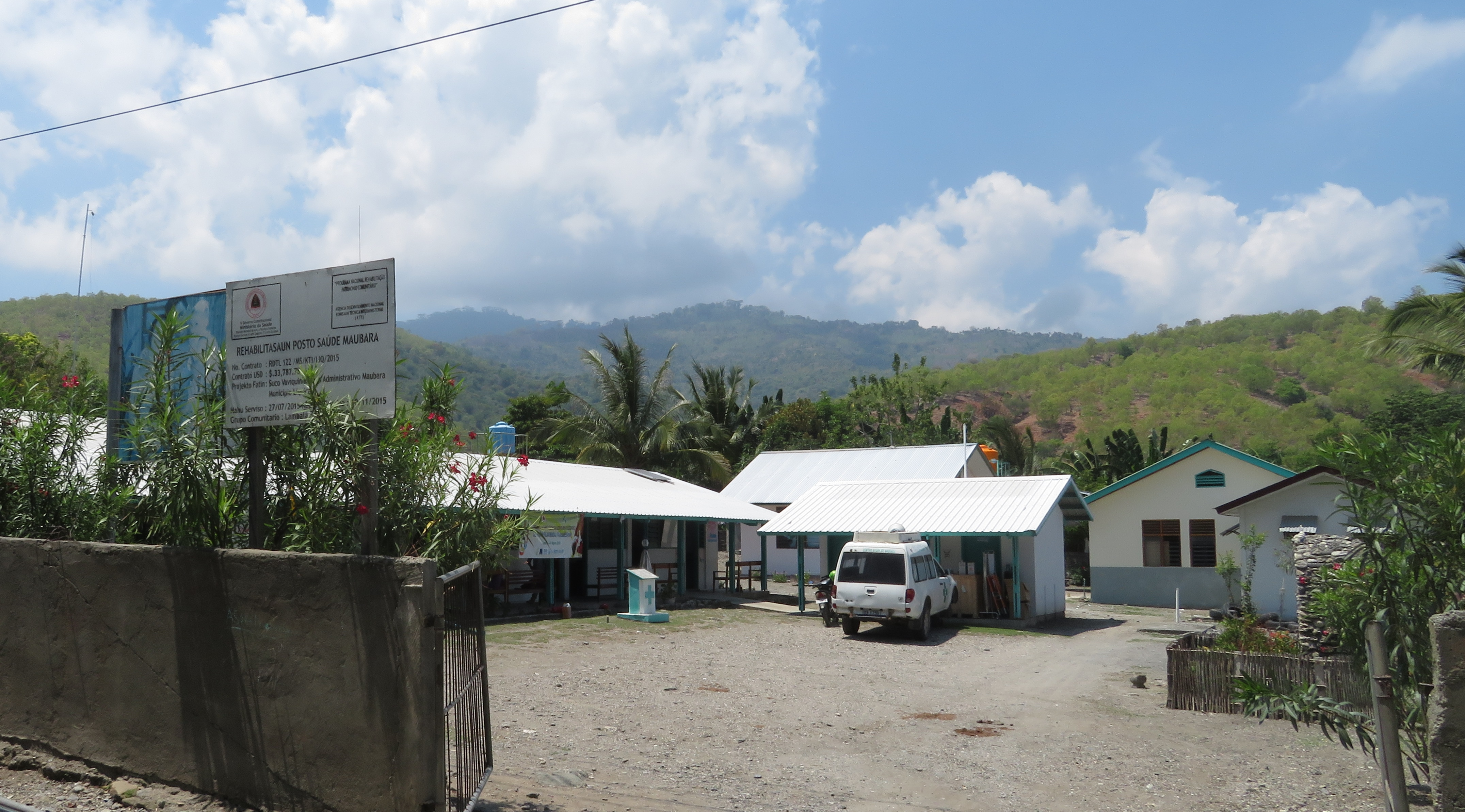
Gesundheitszentrum

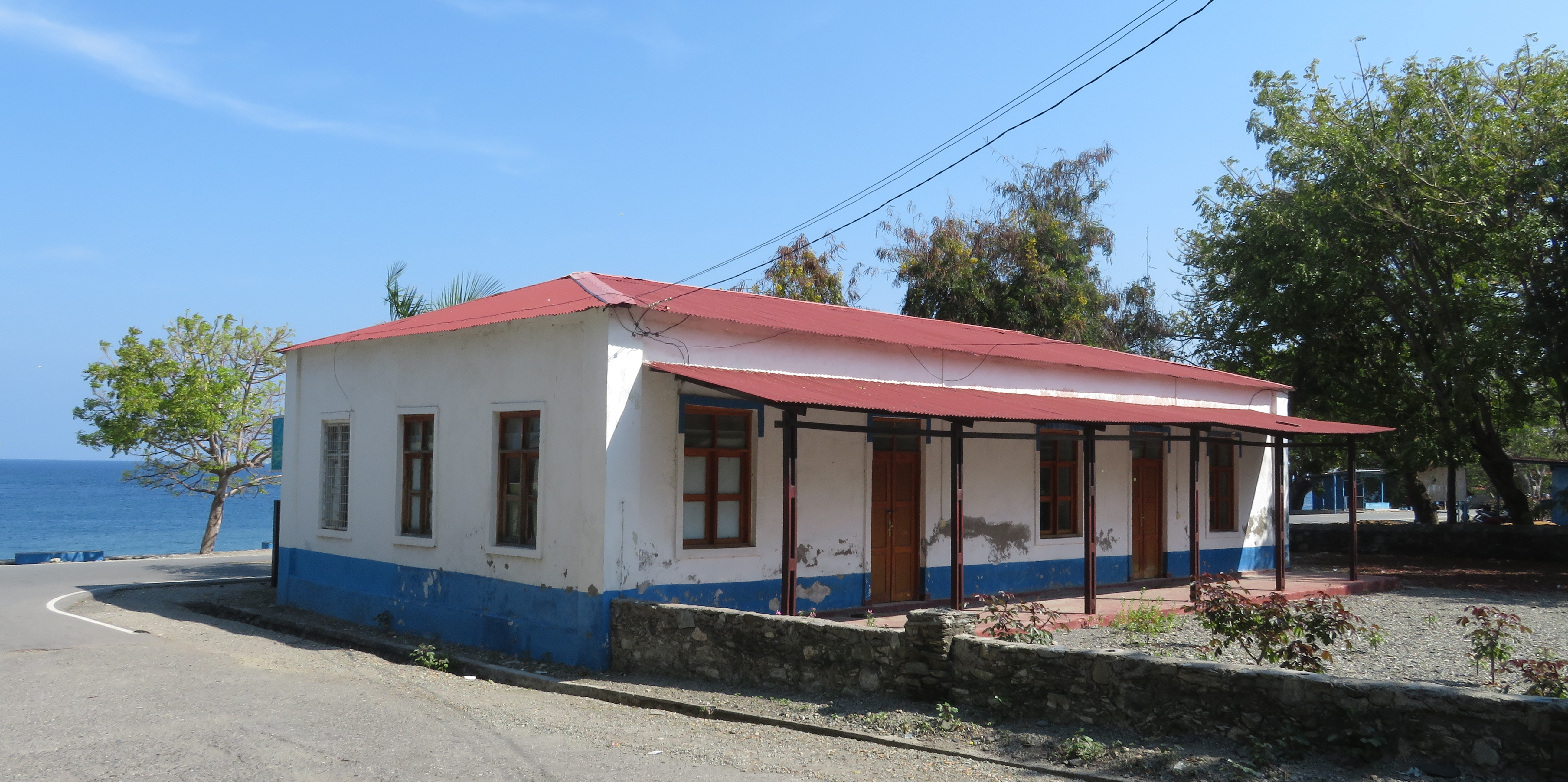
Altes Zollhaus

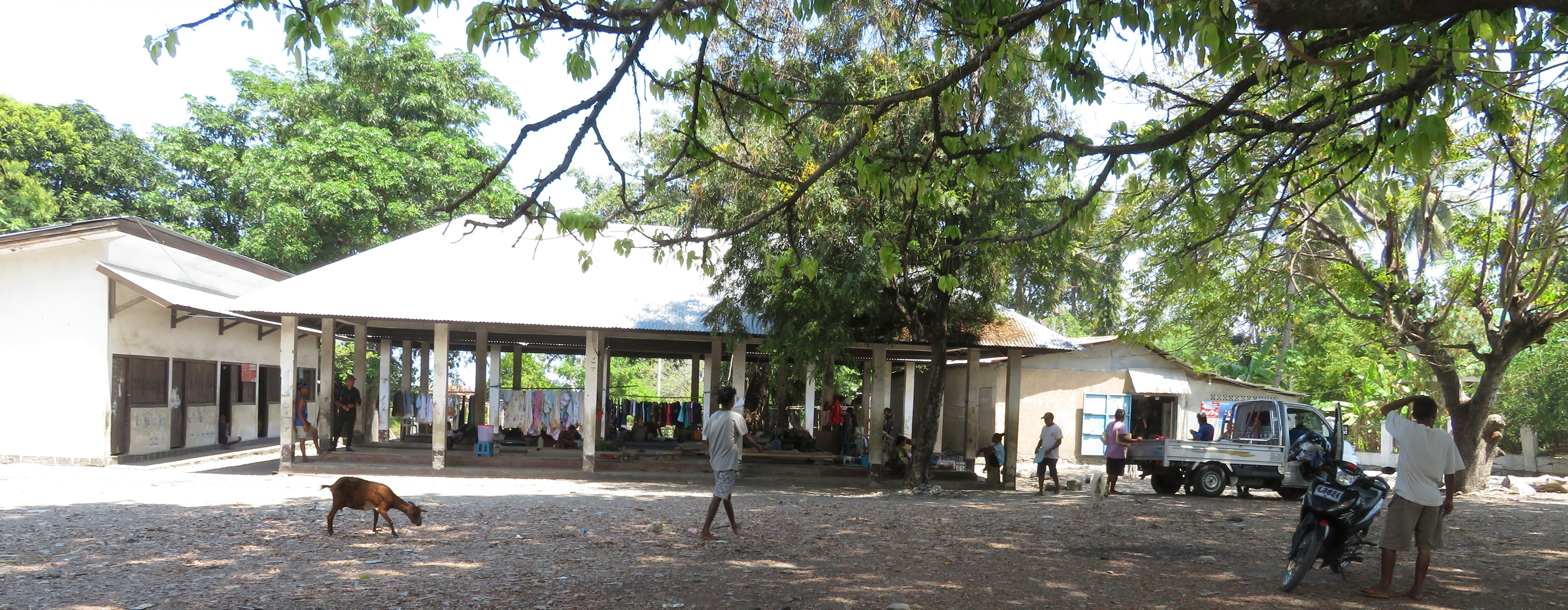
Marktplatz mit Markthalle

Die nördliche Küstenstraße, eine der wichtigsten Verkehrswege des Landes, führt durch den Ort. In Maubara befinden sich zwei Grundschulen, eine Präsekundärschule, eine Polizeistation und ein kommunales Gesundheitszentrum. Vor Maubara können Schiffe ankern.
Das rechteckige Fort Maubara, auf dessen Mauer noch zwei Kanonen stehen, ist das markanteste Bauwerk des Ortes und befindet sich an der gut ausgebauten Durchgangsstraße. Gegenüber steht das ebenfalls sehenswerte Alte Zollhaus, das in den 1920er Jahren erbaut wurde und heute ein Geschäftshaus ist. Hinter der Festung wurde um das Grabmonument von Liurai (traditioneller Herrscher) José Nunes (1876–1952) eine kleine Parkanlage angelegt. Etwas bergauf führt von hier eine Straße in den Ortskern mit seinen schnurgerade angelegten Straßen, wo sich in der Nähe der Gemeindeverwaltung das Gesundheitszentrum und der Marktplatz mit der kleinen Markthalle befinden. Die katholische Kirche wurde während der Amtszeit von Generalvikar und Bischof António Joaquim de Medeiros (1877–1897) im Stil des Neoklassizismus an der Hauptstraße jenseits des Flusses erbaut. Neben ihr steht die frühere Schule Escola Padre Medeiros, die in der zweiten Hälfte des 18. Jahrhunderts erbaut wurde, als Maubara noch eine niederländische Besitzung war. Im 21. Jahrhundert wurde das Gebäude abgetragen und in etwas modernisierter Form neu errichtet. Es dient heute dem Bischof von Maliana als Residenz, wenn er sich in Maubara aufhält.

## Belege
- Geoffrey C. Gunn: History of Timor – Technische Universität Lissabon (PDF; 805 kB)